# Felix Samuely
Felix James Samuely (* 3. Februar 1902 in Wien; † 22. Januar 1959) war ein britischer Bauingenieur.
Samuely war der Sohn eines Arztes und ging in Berlin zur Schule. Er war in Berlin Partner im Ingenieurbüro Berger und Samuely, die unter anderem in der Sowjetunion beratend tätig waren bei geschweißten Stahlkonstruktionen. Er emigrierte vor der Verfolgung durch die Nationalsozialisten 1933 nach Großbritannien und setzte dort seine beratende Tätigkeit bei geschweißten Stahlbaukonstruktionen (damals in England wenig bekannt) fort. Er wirkte am 1935 gebauten De La Warr Pavilion in Bexhill on Sea unter Erich Mendelsohn mit. 1942 bis 1944 entwarf er geschweißte Röhrenstrukturen für Flugzeug-Hangare. Er gehörte zur  Modern Architectural Research Group (MARS) und legte mit Mitgliedern der Gruppe wie Arthur Korn auch 1942 eine neue Stadtplanung für London vor. Er hatte in den 1950er Jahren eines der führenden Ingenieurbüros in London. Einer seiner Mitarbeiter war Frank Newby, und beide erregten Aufmerksamkeit für das Skylon beim Festival of Britain 1951, eine Tensegrity-Struktur die den Eindruck erweckte frei im Raum zu schweben. Architekten waren Phillip Powell (1921–2003) und Hidalgo Moya (1920–1994).  Auch der britische Pavillon bei der Weltausstellung in Brüssel 1958 wurde von Samuelys Ingenieurbüro entworfen.
Samuely entwickelte in den 1950er Jahren mit dem Architekten George Grenfell Baines wegen der Materialengpässe nach dem Krieg eine Art Vorhangfassaden-Konzept (Mullion Wall, der Name stammt von den gekuppelten Fenstern der Gotik).